# Kwadendamme
Kwadendamme (seeländisch Quaedamme) ist ein Dorf innerhalb der Gemeinde Borsele in der niederländischen Provinz Zeeland und hat 965 Einwohner (Stand: 1. Januar 2024). Das Dorf liegt im südwestlichen Teil der Halbinsel Zuid-Beveland, dem sogenannten „Zak van Zuid-Beveland“. Kwadendamme war bis 1970 eine selbstständige Gemeinde und wurde zu jenem Jahr in Borsele eingegliedert. Es liegt in einer attraktiven Bocage-Landschaft und ist landwirtschaftlich geprägt.

## Geschichte
Der Name des Dorfes Kwadendamme rührt auf einen Damm oder Deich her, der im 14. Jahrhundert den zurückgewonnenen Oud-Vreelandpolder vor den Kanälen der Zwake schützen musste. Nachdem ein Deich durchbrochen wurde, hat man etwa zweihundert Meter östlich einen neuen Deich an der heutigen A. de Koningstraat gebaut, dieser ebenfalls durchbrochen wurde. Als 1521 das nahe gelegene Dorf Oostende in den Wellen verschwand und die Einwohner sich weiter weg ansiedeln mussten, entstanden die zwei Weiler Kwadendamme und Langeweegje entlang des Damms zwischen dem Oud- und Nieuw-Vreelandpolder und entlang der Straße durch den Slabbecoornpolder.
Zwischen den beiden Weilern wurde eine neue Kapelle errichtet, die jedoch 1572 im Achtzigjährigen Krieg (1568–1648) zerstört wurde. Kwadendamme gilt nämlich seit jeher als katholische Hochburg in einem überwiegend protestantischen Gebiet. Danach dauerte es noch zwei Jahrhunderte, bis einer der Weiler zu einem vollwertigen Dorf heranwachsen konnte. Dies geschah ab dem Jahr 1801, als im Nieuw-Vreelandpolder in Kwadendamme auf Initiative des einheimischen und stellvertretenden Bürgermeisters Adriaan Pover die Sint-Bonifatiuskerk gebaut wurde, welche im Zweiten Weltkrieg stark beschädigt und bis 1949 wiederhergerichtet wurde.

## Sehenswürdigkeiten
- Bauernhof Kwistenburg
- Sint-Bonifatiuskerk
- Ehemaliges Ursulinenklooster

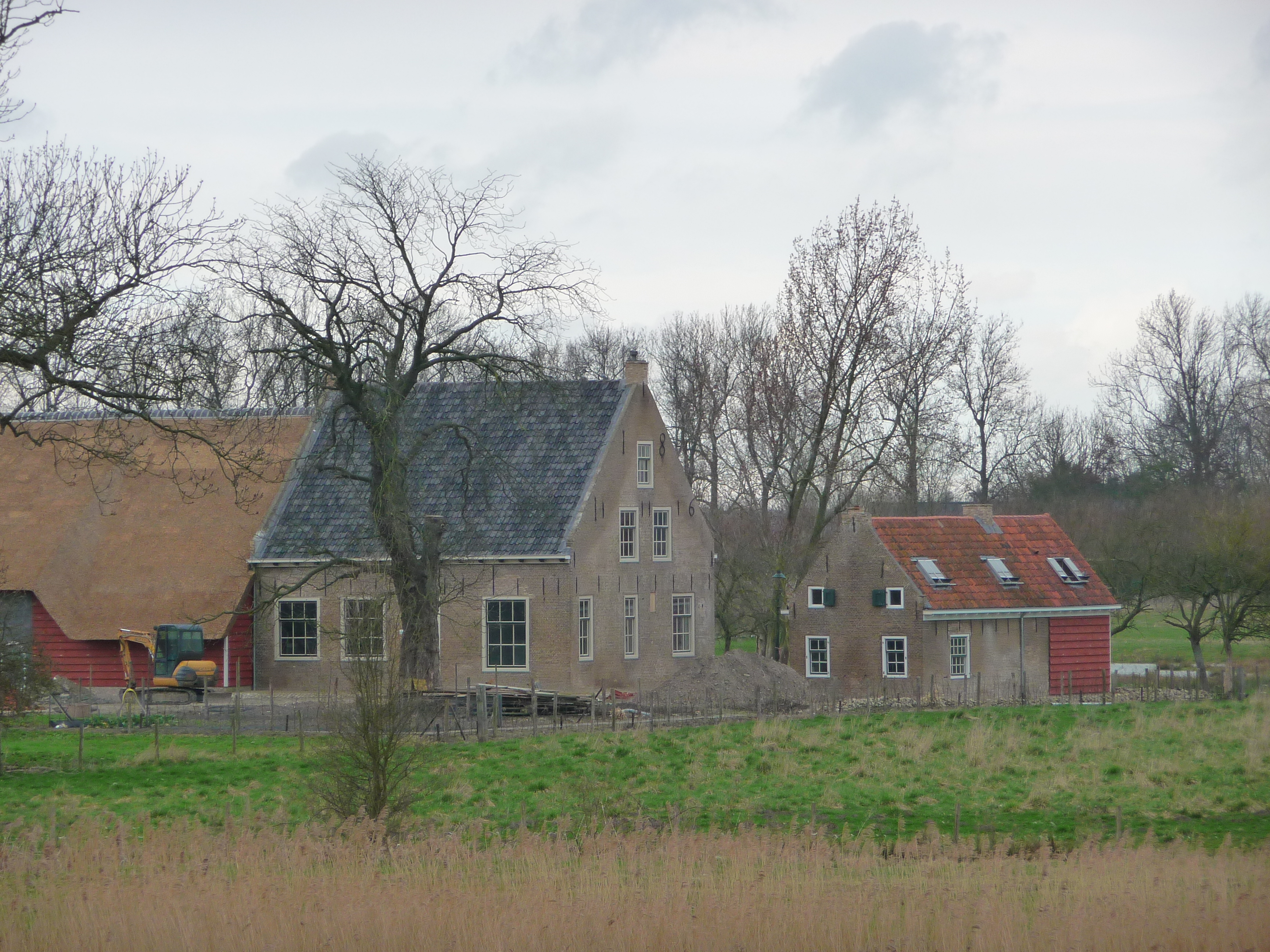
Roode Hoeve

- Kastanienstatue des Heiligen Bonifatius
- Roode Hoeve
- Kaneelpolderhoeve
- Ehemaliger Bahnhof
- Naturschutzgebiet Zwaakse Weel
- Blumendeiche

## Veranstaltungen
Seit 1992 findet jedes Jahr am zweiten Maiwochenende das Kwadendamme Blues Festival statt, bei dem viele in- und ausländische Blueskünstler auftreten. Kwadendamme ist auch eines der wenigen Dörfer in Zeeland oberhalb der Westerschelde, wo jedes Jahr Karneval mit einem großen Umzug gefeiert wird. In ungeraden Jahren findet am ersten Sonntag nach Fronleichnam eine Sakramentenprozession statt.

## Persönlichkeiten

### In 's-Heer Kwadendamme geboren
- Adriaan Pover (* 1752), Bürgermeister
- Cees Bal (* 1951), Radrennfahrer